# Leucauge obscurella
Leucauge obscurella este o specie de păianjeni din genul Leucauge, familia Tetragnathidae, descrisă de Strand, 1913. Conform Catalogue of Life specia Leucauge obscurella nu are subspecii cunoscute.